# Ronaldo Awudu
Ronaldo Awudu (sinh ngày 27 tháng 11 năm 1986, Koforidua) là một cầu thủ bóng đá người Ghana. Hiện tại anh thi đấu cho Power F.C..

## Sự nghiệp
Awudu khởi đầu sự nghiệp cùng với King Faisal Babes và năm 2002 chuyển đến Berekum Arsenal. He played one season cùng với Berekum Arsenal và was than chuyển đến Ashanti Gold SC. Năm 2005 left Ashanti Gold SC và ký hợp đồng a contract cùng với Power F.C..